# ميكروكار
ميكروكار (بالفرنسية: Microcar)‏ هي شركة فرنسية لصناعة السيارات الصغيرة، تأسست في عام 1980 ومازالت تعمل لغاية الآن، تم شراء الشركة من قبل شركة ليجر في عام 2008 ويقع مصنع الشركة في مدينة مونتايجو في فونديه بفرنسا.

### معرض الصور

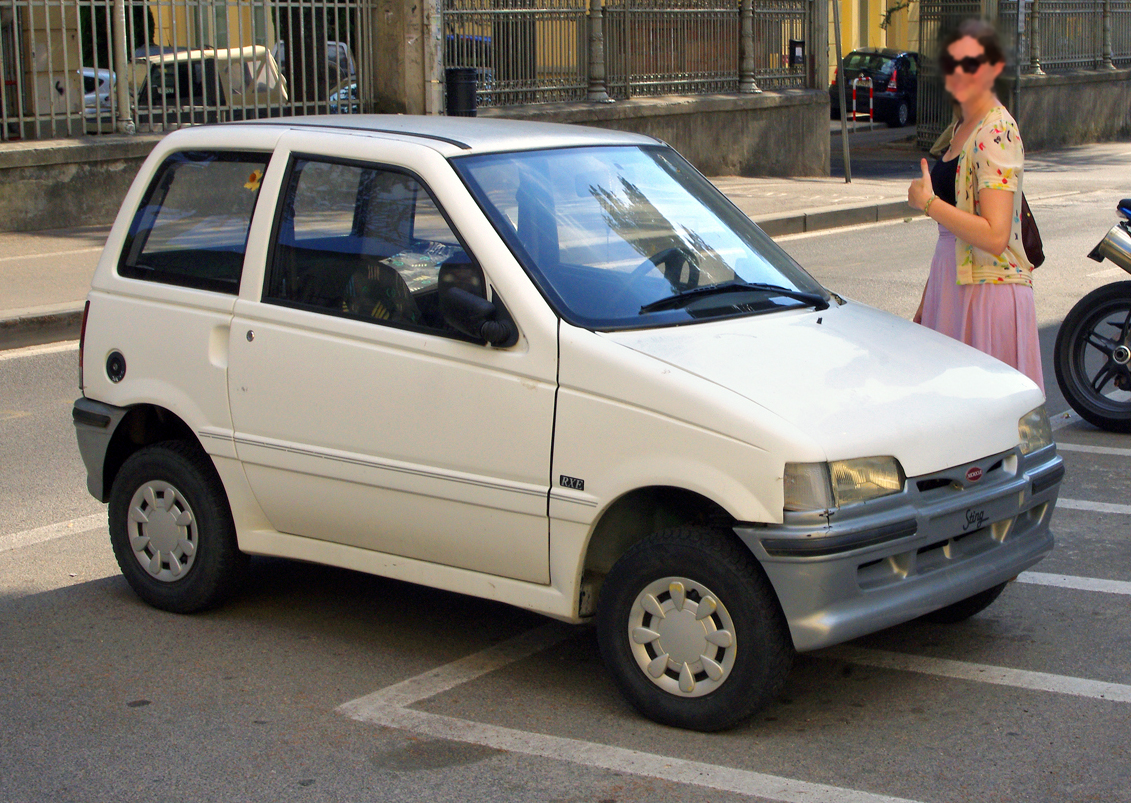
Microcar Lyra RXE
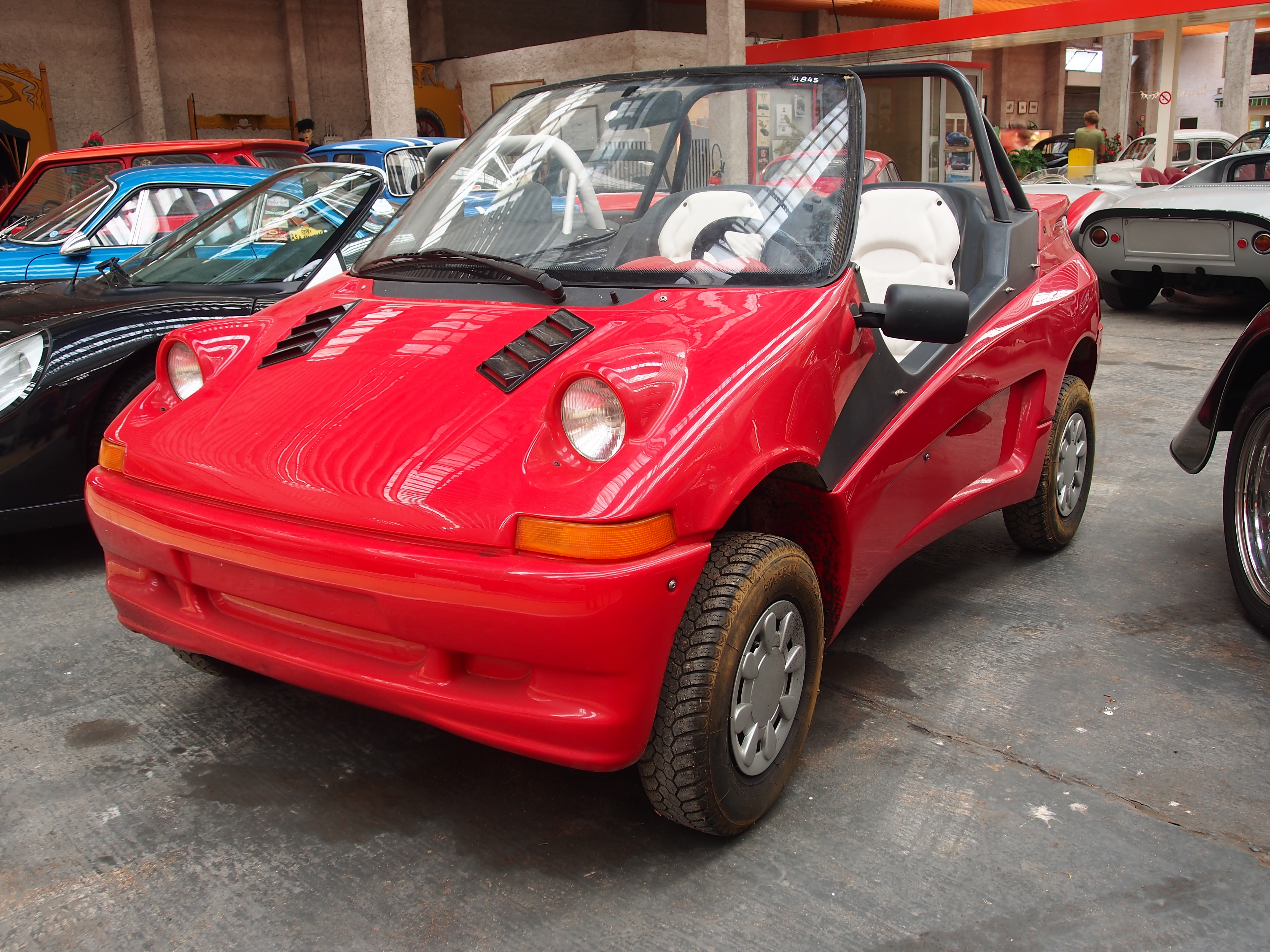
Microcar NewStreet Cabriolet
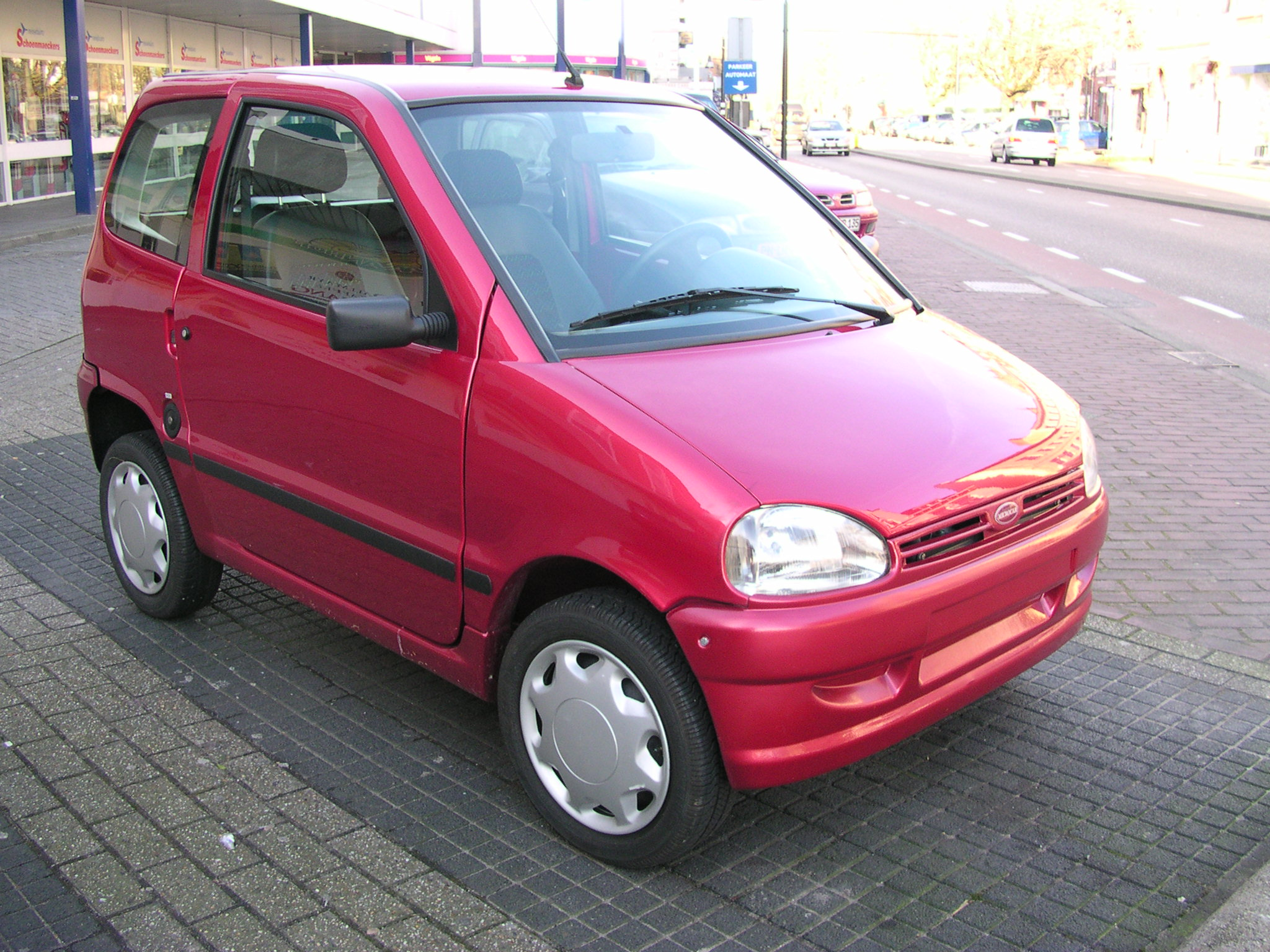
Microcar Virgo 1 Luxe
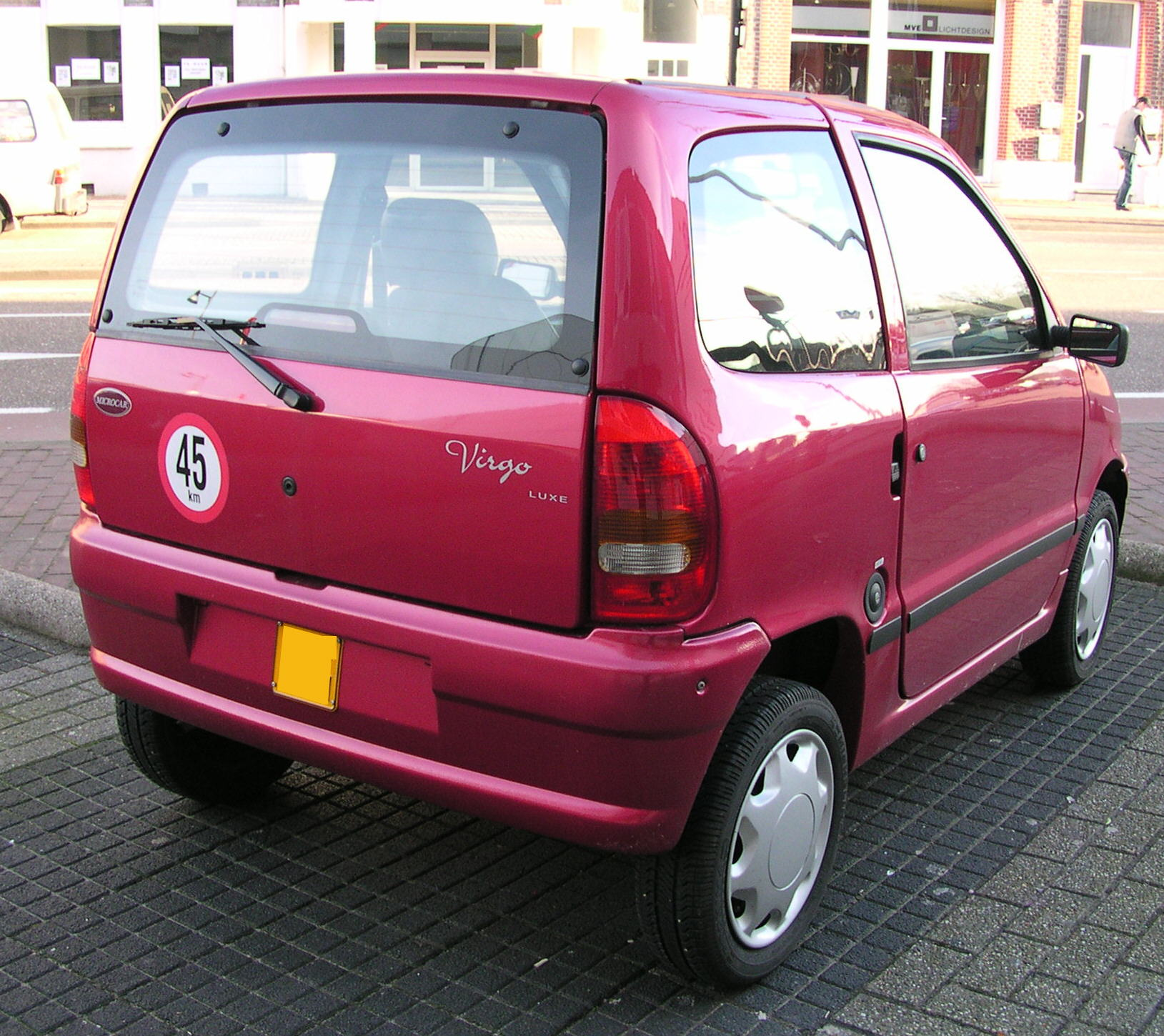
Microcar Virgo 1 Luxe
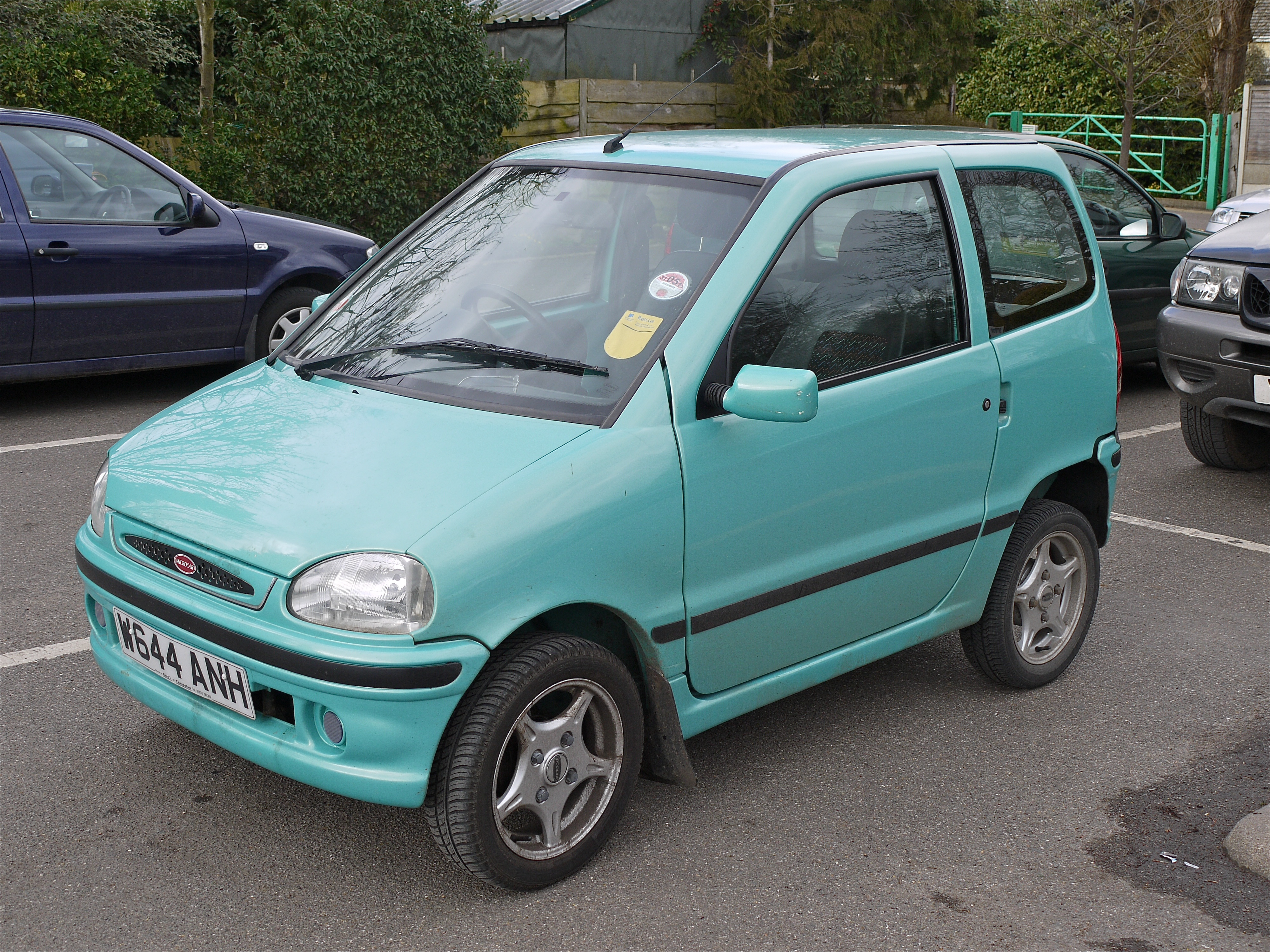
Microcar Virgo 2
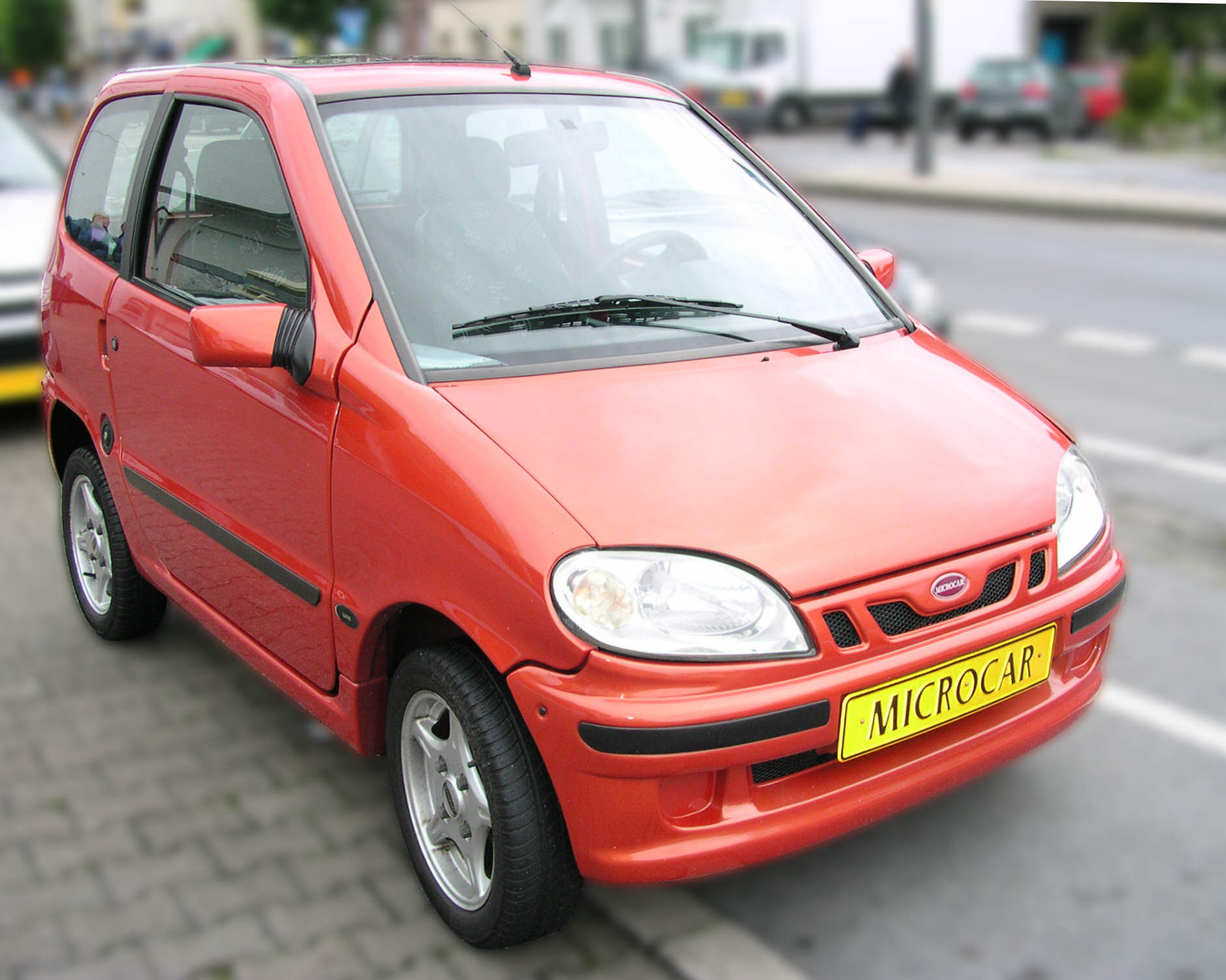
Microcar Virgo 3
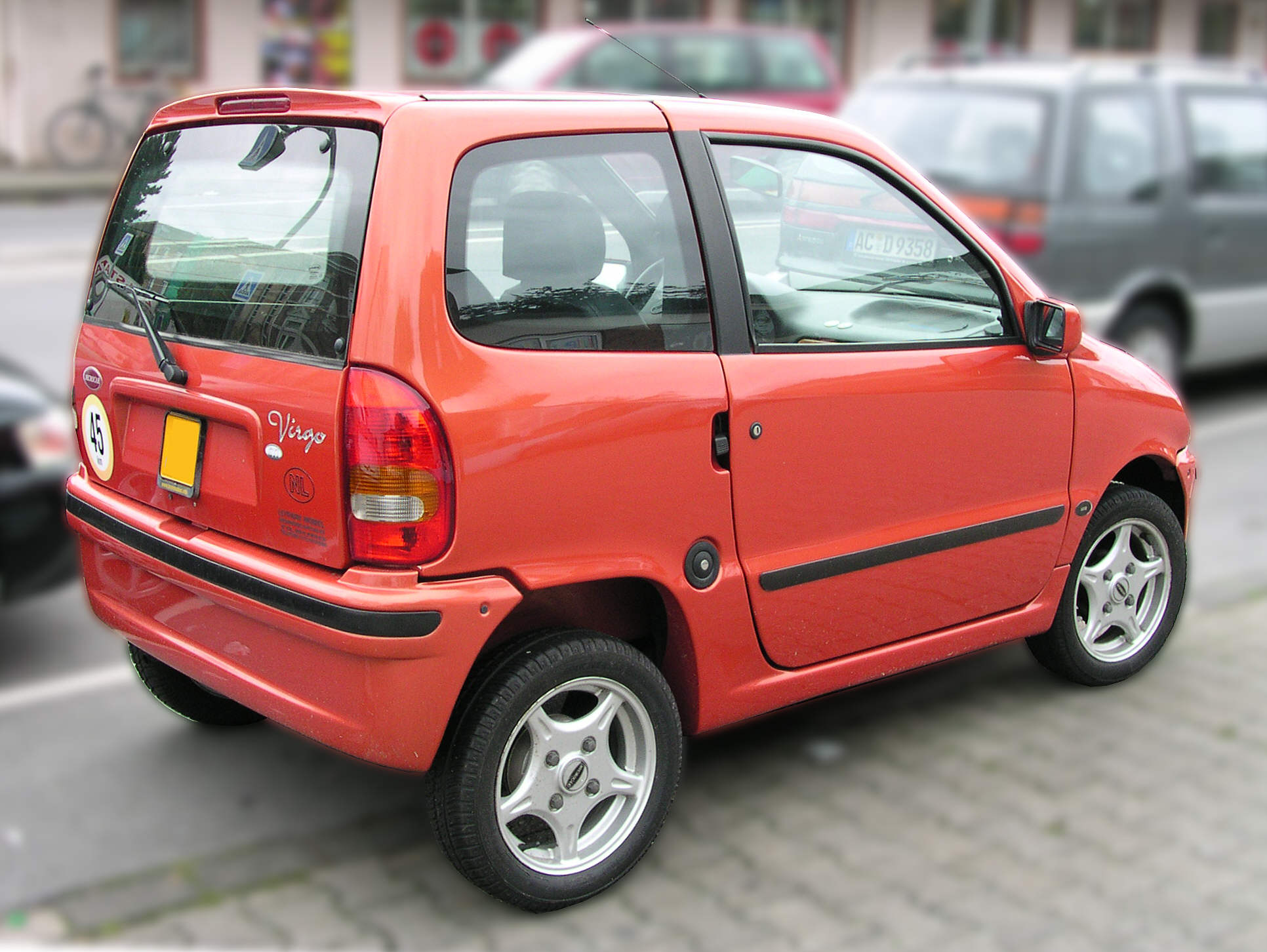
Microcar Virgo 3
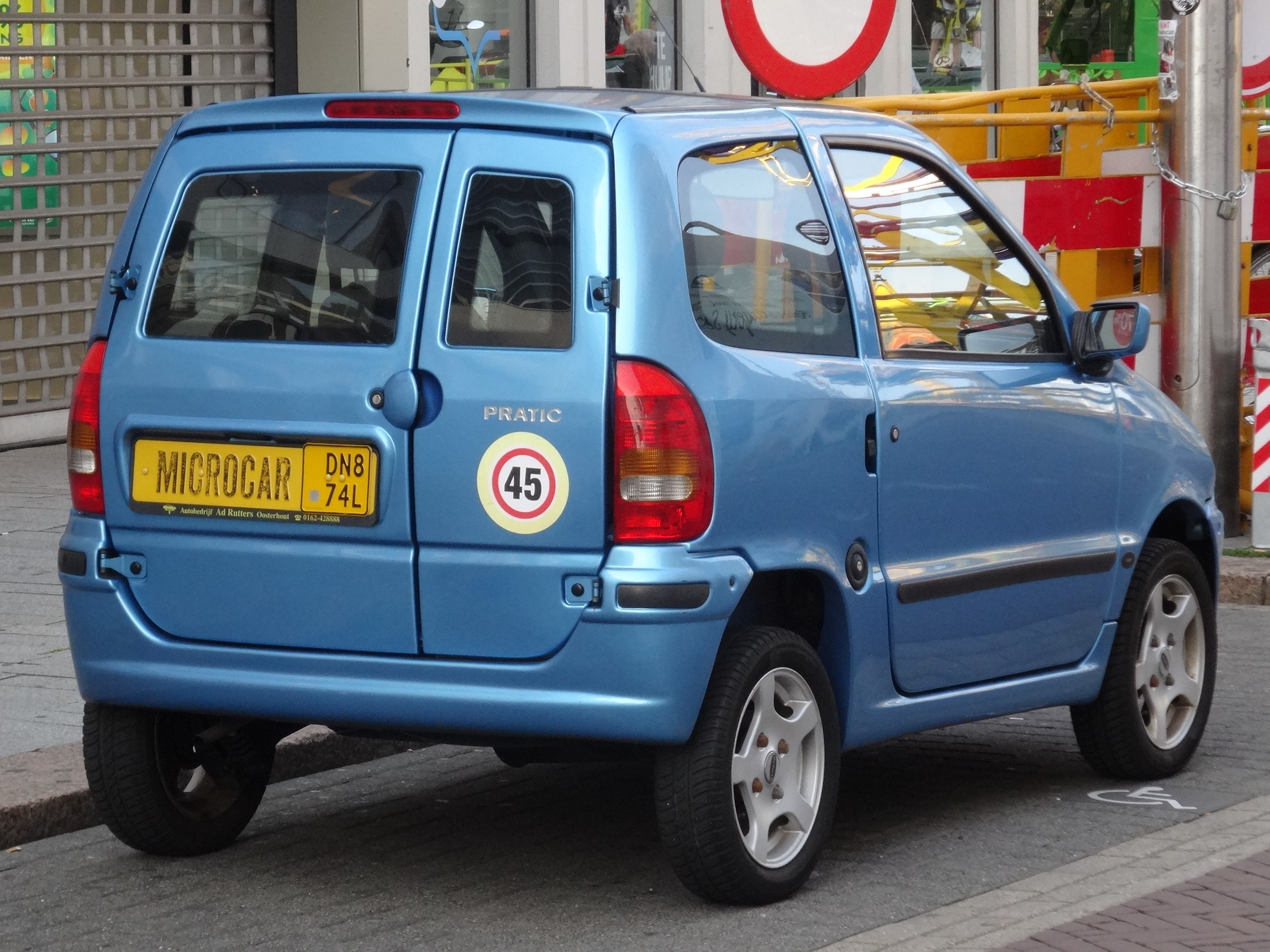
Microcar Virgo 3 Pratic
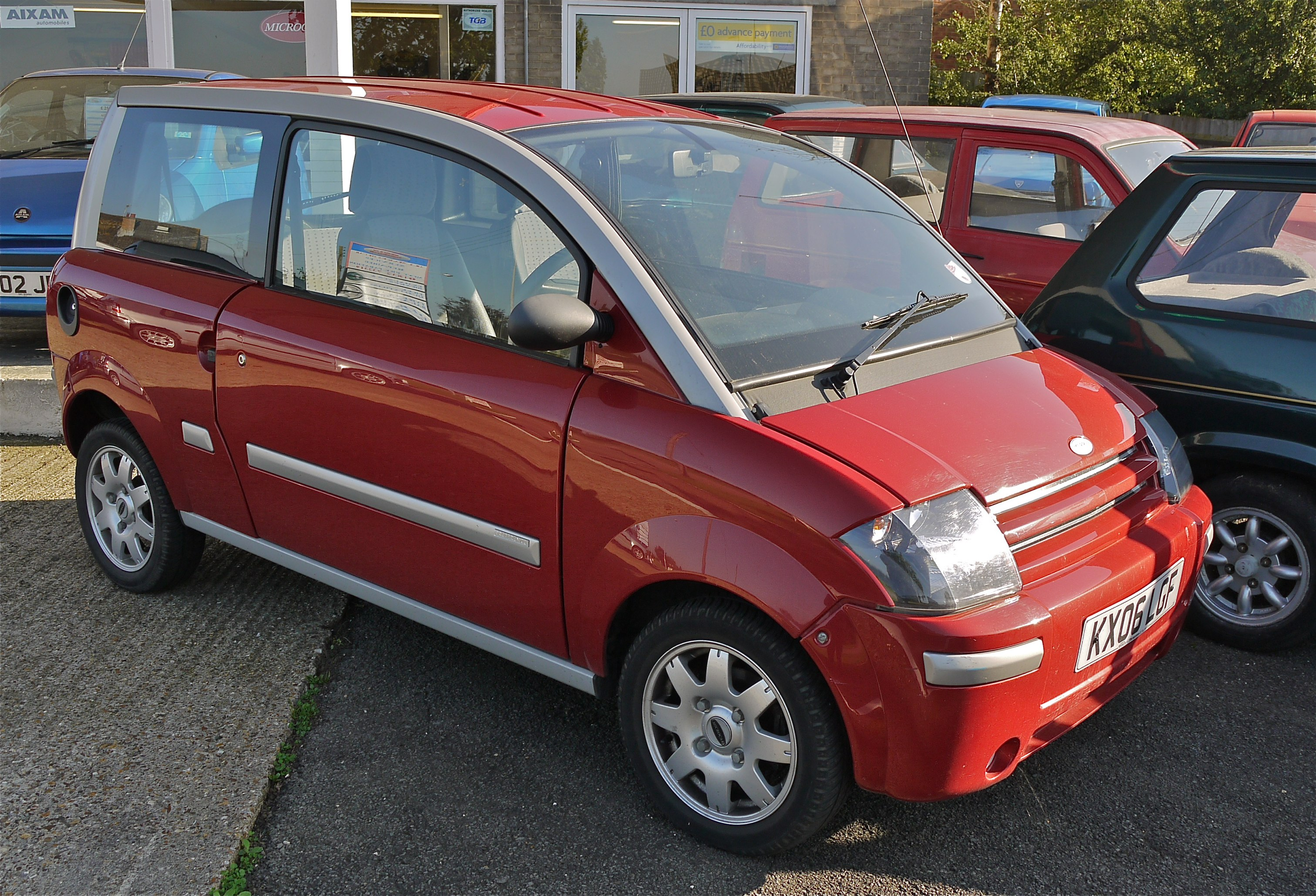
Microcar MC1 Pre-facelift
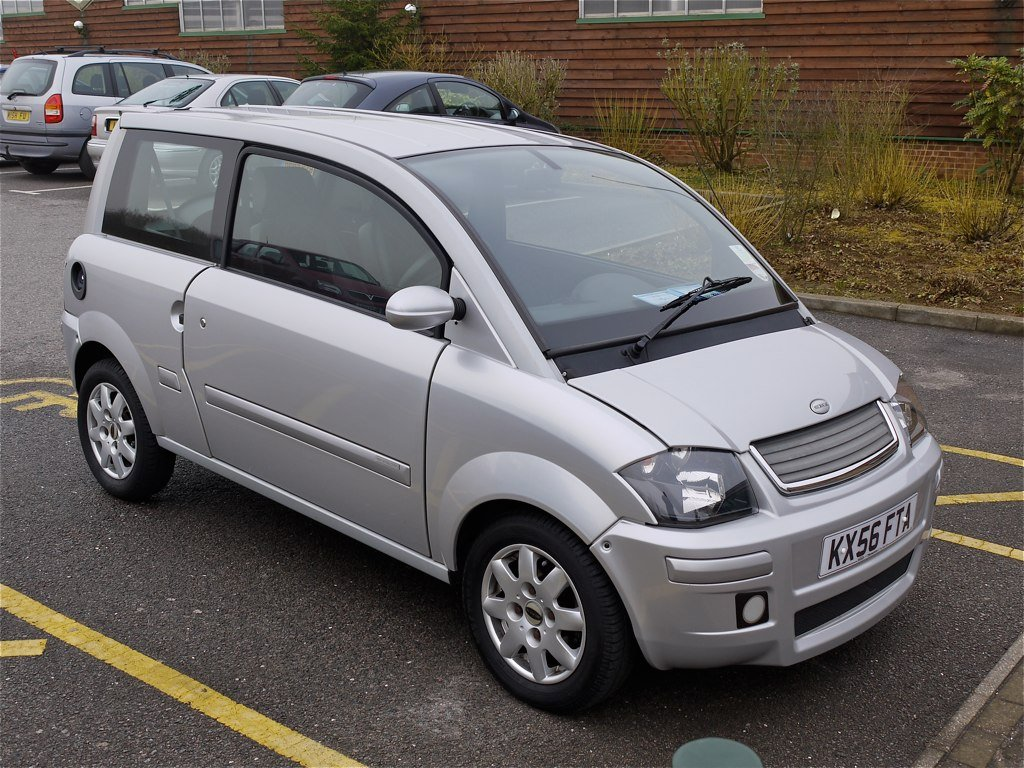
Microcar MC2 Post-facelift
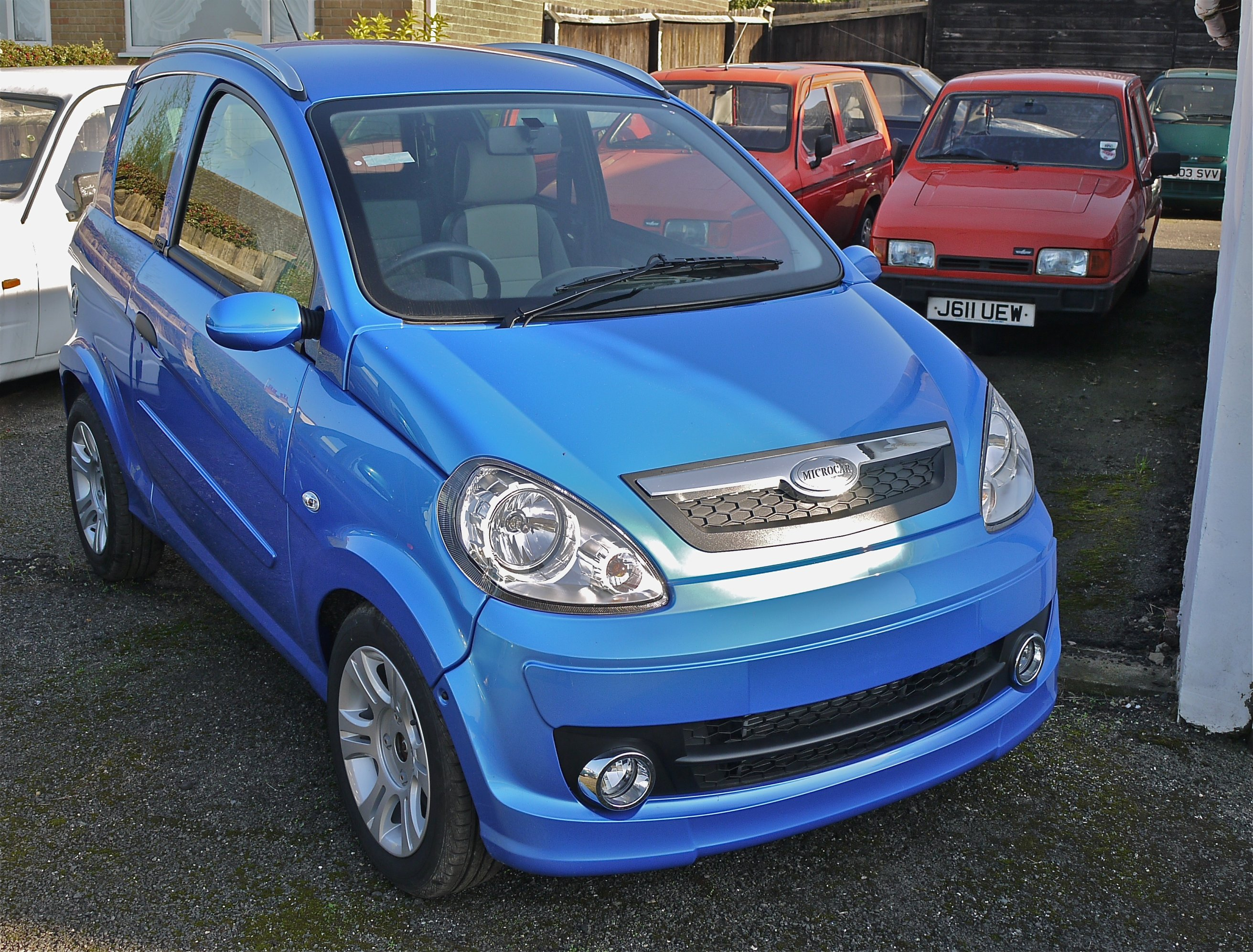
Microcar M.Go 1